# IC 2100
IC 2100 ist ein Doppelstern im südlich des Himmelsäquators gelegenen Sternbild Eridanus, den der Astronom Guillaume Bigourdan am 17. Dezember 1897 fälschlich als IC-Objekt beschrieb.